# Heidelberg United Football Club
L'Heidelberg United Football Club è una società calcistica australiana con sede nella città di Heidelberg, che milita nella NPL Victoria.
È stata fondata a Melbourne nel 1958 da immigrati Macedoni.
Ha giocato anche diversi anni nella massima serie calcistica australiana (la NSL).

## Palmarès

### Titoli Nazionali
- Victorian Premier League: 4

1975, 1988, 1990, 2001
- NPL Victoria: 1

2018
- NSL Cup: 2

1993, 1997
- National Soccer League Finals Series Winner 1980
- National Soccer League Finalista 1979, 1980, 1984, 1985, 1986
- Victorian premier League (State League) Finalista 1996, 2005, 2006
- Victorian Metropolitan League 1 Champions 1965, 1969
- Victorian State League 1 Champions 2004
- Victorian Division 1 North Champions 1963
- Victorian Division 2 North Champions 1961
- Victorian Provisional League Champions 1960
- Buffalo Gold Cup Winners 1985
- Hellenic cup winners 2008

## Riconoscimenti individuali
- Victorian Premier League Player of the Year Award
- 1973 - Vince Bannon
- 1974 - Pat Bannon
- Bill Fleming Medal
- 2001 - Jim Kourtis
- Victorian Premier League Coach of the Year Award
- 2005 - Phil Stubbins
- Victorian Premier League Top Goalscorer Award
- 1975 - Frank Donachie
- 1990 - Paul Lewis
- 1996 - Bobby Despotovski
- Victorian Premier League Goalkeeper of the Year Award
- 2001 - Jim Kurtis
- National Soccer League Top Goalscorer Award
- 1980 - Gary Cole 21
- 1981 - Gary Cole 16
- National Soccer League Under 21 Player of the Year
- 1991/1992 - Kevin Muscat

## Squadra attuale
| N. |                        | Ruolo | Calciatore        |
| -- | ---------------------- | ----- | ----------------- |
| 1  | Australia (bandiera)   | P     | Griffin McMaster  |
| 2  | Australia (bandiera)   | D     | James Cumming     |
| 3  | Australia (bandiera)   | D     | Leslie Doumbalis  |
| 4  | Australia (bandiera)   | D     | John Lazaridis    |
| 5  | Inghilterra (bandiera) | D     | Luke Byles        |
| 6  | Slovenia (bandiera)    | C     | Nejc Kolman       |
| 7  | Australia (bandiera)   | C     | Daniel Vasilevski |
| 8  | Australia (bandiera)   | C     | Reuben Way        |
| 9  | Australia (bandiera)   | C     | Andreas Govas     |
| 14 | Inghilterra (bandiera) | A     | Daniel Heffernan  |
| 11 | Inghilterra (bandiera) | A     | Kaine Sheppard    |

| N. |                          | Ruolo | Calciatore          |
| -- | ------------------------ | ----- | ------------------- |
| 12 | Australia (bandiera)     | D     | Steven Pace         |
| 13 | Australia (bandiera)     | D     | Jacob Williams      |
| 15 | Grecia (bandiera)        | C     | Kostas Kanakaris    |
| 16 | Australia (bandiera)     | C     | Jack Petrie         |
| 17 | Australia (bandiera)     | C     | Dean Jancevski      |
| 18 | Australia (bandiera)     | C     | Andrew Cartanos     |
| 19 | Australia (bandiera)     | A     | James Goulopoulos   |
| 20 | Sudan del Sud (bandiera) | A     | Kenjok Athiu        |
| 21 | Australia (bandiera)     | P     | Christopher Maynard |
| —  | Grecia (bandiera)        | C     | Kōstas Katsouranīs  |